# Controlador (Marvel Comics)
Controlador (Basil Sandhurst) es un personaje ficticio, un supervillano que aparece en el Universo Marvel. Se especializa en el control mental, y es un enemigo frecuente de Iron Man.

## Historial de publicaciones
Controlador apareció por primera vez en Iron Man #12 y fue creado por Archie Goodwin y George Tuska.

## Biografía ficticia del personaje
Basil Sandhurst nació en Kittery Point, Maine. Sandhurst trabajó como un científico investigador electro-mecánico/químico. Su obsesión con el control trajo su fracaso como científico cuando se rehusándose a obedecer restricciones éticas se le prohibió la mayoría de las instalaciones de investigación. Sandhurst era propenso a arrebatos de ira, y en un intento por calmarlo, su hermano Vincent involuntariamente provocó una explosión en el laboratorio, paralizando Basil. Vincent, sintiendo culpa, equipó a Basil con un laboratorio automatizado, en el que Basil unió un exoesqueleto súper fuerte para su cuerpo, impulsado por las energías cerebrales de quienes lo rodean con sus discos de esclavos.Como el Controlador, él planeaba invadir y esclavizar a Nueva York, pero Iron Man y el agente de S.H.I.E.L.D., Jasper Sitwell, frustraron su plan y dejaron al Controlador en coma.El Controlador finalmente salió de su coma y se hizo cargo del Sanatorio de Pinewood. Él creó un conjunto de equipo mejorado, pero fue derrotado de nuevo por Iron Man.
Meses más tarde, fue liberado de prisión por el extraterrestre Thanos, que actualiza su tecnología. Thanos prometió al Controlador gobernar la Tierra, y así comenzó a esclavizar a decenas de operarios. Invadió la Mansión de los Vengadores y derrotó a Los Vengadores y Capitán Mar-Vell, y secuestró a Lou-Ann Savannah. La muestra egoísta del Controlador puso en peligro la seguridad de Thanos, y cuando el Controlador no pudo derrotar al enemigo de Thanos, el Capitán Marvel, el extraterrestre lo dio por muerto. El Controlador pasó a la clandestinidad durante años, actualizándose través de la tecnología Stark robada de Justin Hammer, y, finalmente, esclavizó un culto. Puso a los Hermanos Sangre contra Iron Man y Daredevil. Iron Man lo derrotó y lo encarceló en una cubeta de plástico experimental, pero él se escapó. Junto a uno de los Hermanos Sangre, luchó contra Iron Man, pero Iron Man lo derrotó una vez más y fue confinado en la Bóveda. Con el tiempo salió de la cárcel, sólo para ser derrotado por Iron Man de nuevo. Durante los "Hechos de Venganza", se escapó el Controlador de la Bóveda y en el orden del Cráneo Rojo, esclavizó a Namor y lo puso en contra del Capitán América. Él intentó sin éxito controlar a Loki a instancias del Cráneo Rojo, y sin éxito, intentó ayudar al Cráneo Rojo contra Magneto. Fue derrotado en última instancia por el Capitán América.
Revivido por el conquistador de mundos Maestro del Mundo, el Controlador se convirtió en peón del Maestro en contra de los Vengadores y Héroes a contratar. Abandonado después de una derrota más tarde, el Controlador, en un guiño irónico a sus muchas hospitalizaciones, adquirió su propia clínica, donde influyó a los ricos para hacer su oferta. Sin embargo, el Controlador no pudo resistirse a esclavizar a Tony Stark, así, es llevado a su última derrota ante Iron Man.
Regresado a La Balsa, el Controlador escapó con decenas de otros, pero fue capturado durante un enfrentamiento con los U-Foes y Los Vengadores.
Durante la historia de "Invasión secreta", Capucha le ha contratado como parte de su organización criminal para tomar ventaja de la división en la comunidad de superhéroes causadas por la Ley de Registro de Superhumanos. Él aparece como parte de la alianza de Capucha de héroes con superpoderes, la agrupación tiene la intención de derrotar a la fuerza de invasión Skrull de Nueva York.
Maria Hill se encuentra al Controlador encerrado en el sótano de un centro de Futurofarmo en Austin, Texas, mientras que son órdenes de Tony Stark. Había estando secuestrando a miembros de la población local desde hace meses para impulsar un nuevo ejército y trató de lavar el cerebro de Hill también. Sin embargo, se resistió a sus esfuerzos y liberó a sus drones, saboteando la operación.
El Controlador le dio a Colmillo Blanco un nuevo traje para que pudiera matar a la Capucha.
El Controlador aparece más tarde en Boston, reuniendo a las principales familias delictivas en un restaurante italiano. Cuando los Vengadores invaden el restaurante, el Controlador usa sus discos de control en los criminales, así como en el Capitán América y la Avispa, pero Thor lo vence. Después de que los Vengadores derroten a la primera ola de monstruos Leviathon, el Controlador intenta poner un disco de control sobre Thor, pero Hércules lo detiene.

## Poderes y habilidades
El Controlador diseñó su exoesqueleto blindado, el cual está microquirúrgicamente unido a su cuerpo de pies a cabeza y le concede movilidad, así como fuerza sobrehumana y resistencia. Él usa "discos de esclavos" para controlar a los demás, utilizando los microcircuitos en el casco para drenar la energía cerebral de sus víctimas para alimentar su exoesqueleto y ampliar su fuerza y duplicar la capacidad de su víctima. Tiene limitada las capacidades psicocinéticas y telepáticas, la capacidad de controlar las acciones de cualquier persona usando uno de los discos de su esclavo, y la habilidad de disparar rayos de la fuerza mental de su casco. Él psiónicamente puede controlar a los sujetos "débiles de voluntad" aún sin sus discos. Vuela a través de botas-jets y ha empleado inductores de imagen, nieblas de aturdimiento, y otra tecnología cuando sea necesario.
El Controlador originalmente utilizó una onda mental absorbatron para convertir las energías cerebrales para usar su exoesqueleto, aunque este dispositivo ha quedado obsoleto después de Thanos mejoró el equipo de Controlador. Los discos ya aumentaron sus atributos físicos en progresión geométrica respecto al número de víctimas usando los discos de esclavos, y era capaz de controlar las acciones de todas las personas que lleven los discos.
El Controlador es un químico altamente cualificado e ingeniero mecánico, con un título universitario en química e ingeniería eléctrica y mecánica.

## Otras versiones

### Earth X
Sandhurst fue mencionado como uno de los tantos que fueron asesinados por Norman Osborn llegado al poder.

## En otros medios

### Televisión
- El Controlador apareció como un villano invitado en Iron Man episodio "Armor Wars" parte 1 con la voz de Jamie Horton. Sus discos de esclavo estaban basados en la tecnología de Iron Man que le permitió mentalmente controlar su armadura que usó en los ejecutivos que visitaron el Centro por Logro y Bliss Spa. Iron Man lo derrotó y ubicó un Paquete Negador en su armadura.
- Controlador aparece en Iron Man: Armored Adventures episodio "Ready, A.I.M., Fire" con la voz de Michael Kopsa. En esta versión, Basil Sandhurst es un químico cualificado que trabaja para AIM y es uno de los científicos que estaban trabajando en el proyecto M.O.D.O.K.. Viste un traje de negocios y utiliza sus discos de esclavos (activados con la ayuda de Tony Stark) para convertirse en el Controlador. Iron Man lo derrota después de que Controlador esclaviza a Rhodey, Pepper Potts, Happy Hogan y Gene Khan. Él jura venganza contra Iron Man. Para mantenerse útil a la AIM, Basil le dice Científico Supremo de AIM que todavía necesita ayudar a completar el proyecto M.O.D.O.K.. En "Diseñado sólo para el caos," Controlador se considera la activación de MODOK y es noqueado por MODOK que identifica que el Controlador se volverá contra AIM para mejorar sus discos de Controlador. En "Incontrolable", Controlador asume su traje de firma y busca la postura. Él persigue a Hulk y Rick Jones con el fin de utilizarlos en su venganza contra AIM sólo para terminar controlando a Iron Man en su armadura en el Dinamo Buster. Controlador utiliza a Iron Man en la armadura para atacar a AIM y logra derrotar a MODOK. Con la ayuda de Hulk, Rhodey, Pepper, y Rick logran derrotar a Controlador y liberar a Iron Man de su control. Iron Man entonces tiene la intención de ayudar a Hulk a "acabar" al malo de la película como su avance causa que el Controlador se desmaye del miedo.

### Videojuegos
- En el beat 'em up de Data East Captain America and the Avengers, hay dos Controladores (llamados Control en el juego) que enfrentas antes de Calavera en el último nivel.
- El Controlador aparece en el videojuego Iron Man con la voz de Jim Ward. Un agente de A.I.M., el Controlador dirige un ataque sobre un buque militar de EE. UU. en el Ártico. Cuando Iron Man trató de detener sus acciones, el Controlador usó sus poderes para confundirlo. Sin embargo, Stark se las arregla para ser más astuto que él y detener su ataque.